# St. Peter Stiftskulinarium

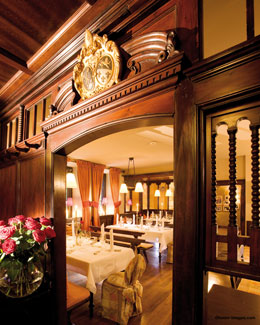
St. Peter Stiftskulinarium Salzburg

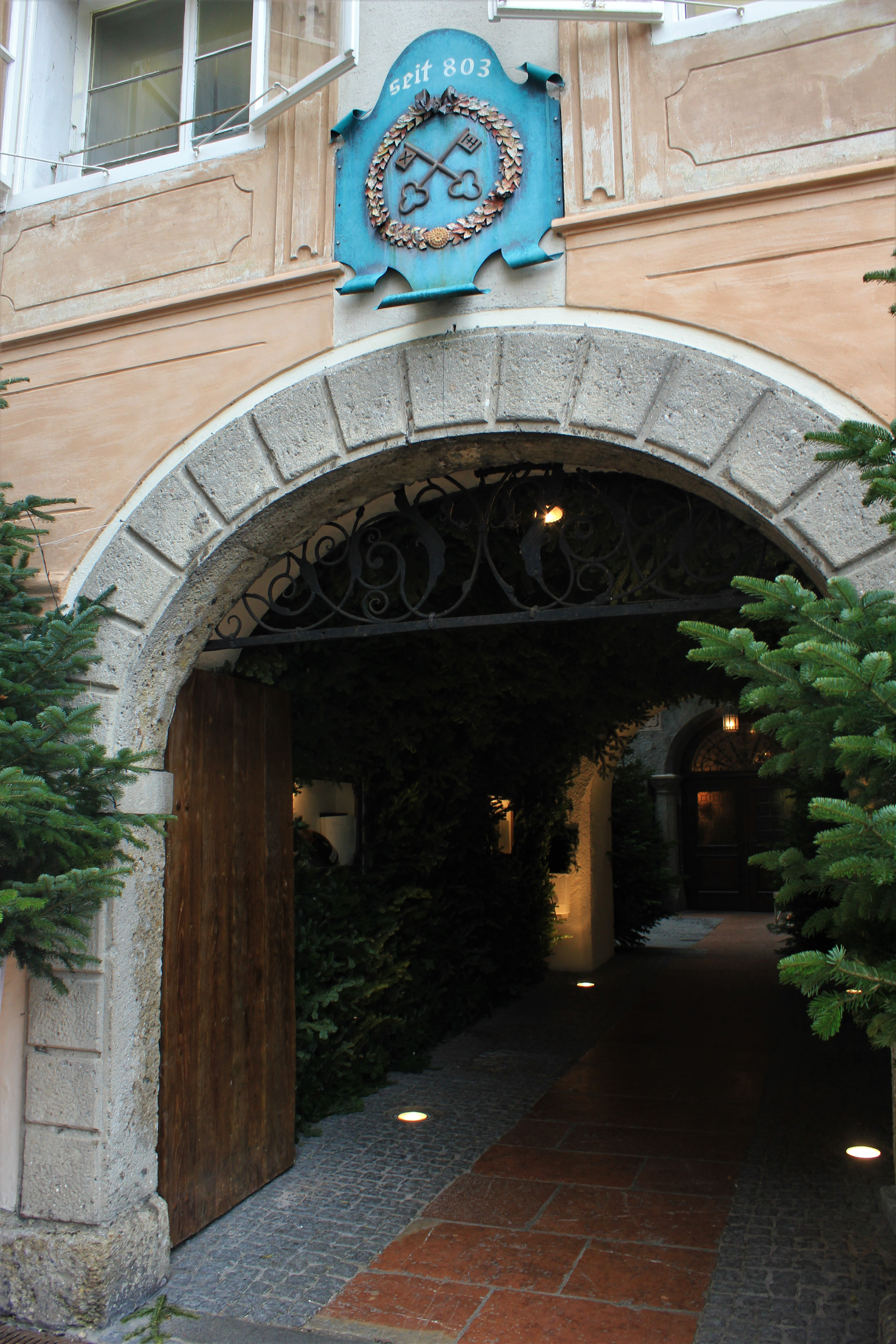
Eingang zum St. Peter Stiftskulinarium

Das Haslauer GmbH & Co KG St. Peter Stiftskulinarium (kurz St. Peter Stiftskulinarium seit 2017, davor St. Peter Stiftskeller) ist ein 1-Hauben-Restaurant im Stift Sankt Peter in der Altstadt von Salzburg. Die Gaststätte ist seit dem Jahr 803 nachgewiesen.

## Geschichte
Das Restaurant wurde im Jahre 803 von Alkuin von York, einem Gelehrten und Ratgeber Karls des Großen, erstmals erwähnt. Es wird als das Älteste Restaurant Mitteleuropas bezeichnet und zählt zu den ältesten noch bestehenden Betrieben der Welt.

## Betrieb
Die Gaststättenräume sind in elf Themenräume unterteilt (Barocksaal, Haydnsaal, Separée im Berg, Virgilsalon, Refugium, Wolfgangstube, Richardstube, Bürgerstube, Prälatenstube, Petrusstube, Willibaldarkaden und Innenhof). Inklusive des Innengartens mit den Arkaden bietet die Gaststätte Platz für bis zu 850 Gäste. Die Küche ist gehoben mit regionalen Spezialitäten wie Tafelspitz und Salzburger Nockerln. Je nach Saison dominieren frische Fisch- und Wildgerichte die Speisekarte, es werden aber auch internationale und mediterrane Speisekreationen sowie Gerichte für Vegetarier, Veganer und Allergiker angeboten.
In Zusammenarbeit mit der Salzburger Konzertgesellschaft richtet das Restaurant mehrmals wöchentlich das Mozart Dinner Concert aus. Ein Menü wird begleitet von einem Konzert mit den Instrumenten und der Kleidung der Mozartzeit und Stücken von Wolfgang Amadeus Mozart. Die Zubereitung der Speisen erfolgt nach Originalrezepten des 17. und 18. Jahrhunderts.